# Norbert Schwabbauer
Norbert Schwabbauer (* 30. Mai 1967 in Augsburg; † 12. März 2017 in Tübingen) war ein deutscher Atmungstherapeut und medizinischer Fachautor.

## Leben
Schwabbauer schloss 1993 seine erste Ausbildung zum Krankenpfleger ab. Er absolvierte 1997 eine Weiterbildung zum Fachkrankenpfleger für Intensivpflege und beendete zwei Jahre später eine Ausbildung zum Mentor. Er beschäftigte sich mit intensivpflegerischer Pneumologie und schloss 2009 eine Ausbildung zum Atmungstherapeuten (DGP) ab. Seitdem war er als Atmungstherapeut der Pneumologischen Intensivstation des Universitätsklinikums Tübingen tätig.
Neben seinem Wirken als Atmungstherapeut erwarb sich Schwabbauer durch Publikationen und Kongressvorträge, Fortbildungen und Workshops zu Fachthemen über die Grenzen von Tübingen hinaus einen Ruf als Fachexperte.
Sein Buch Sekretmanagement in der Beatmungsmedizin, das er gemeinsam mit Reimer Riessen verfasste, liegt in zweiter Auflage vor. Er engagierte sich insbesondere im Netzwerk Frühmobilisierung beatmeter Intensivpatienten.
Mit einer seiner letzten Veröffentlichungen hat er 2017 posthum den DIVI Valerius-Preis gewonnen.

## Schriften
- mit Reimer Riessen: Sekretmanagement in der Beatmungsmedizin. 2. Auflage. Uni-Med-Verlag, Bremen u. a. 2013, ISBN 978-3-8374-1424-0.
- Der Atmungstherapeut im Team der Intensivstation. In: Medizinische Klinik, Intensivmedizin und Notfallmedizin. Band 109, Nr. 3, 1. April 2014, S. 191–195. doi:10.1007/s00063-014-0362-3
- Nicht invasive Beatmung (NIV). In: Lothar Ullrich, Dietmar Stolecki (Hrsg.): Intensivpflege und Anästhesie. 3., überarb. u. erweit. Auflage. Thieme, Stuttgart 2015, ISBN 978-3-13-130913-6, S. 225–228.
- mit Arnold Kaltwasser: Atemluftbefeuchtung und Medikamentenverneblung. In: Stefan Kluge (Hrsg.): DIVI Jahrbuch 2013/2014: Fortbildung und Wissenschaft in der interdisziplinären Intensivmedizin und Notfallmedizin. Medizinisch Wissenschaftliche Verlagsgesellschaft, Berlin 2014, ISBN 978-3-95466-166-4, S. 35–40.
- mit Arnold Kaltwasser und Matthias Trautmann: Beatmungsfilter, Atemgasbefeuchtung und Medikamentenverneblung. In: Krankenhaushygiene. up2date 3(2), 2008, S. 173–187. doi:10.1055/s-2007-995710
- mit Björn Berg, Gunnar Blumenstock, Michael Haap, Jürgen Hetzel und Reimer Riessen: Nasal high–flow oxygen therapy in patients with hypoxic respiratory failure: effect on functional and subjective respiratory parameters compared to conventional oxygen therapy and non-invasive ventilation (NIV). In: BMC Anesthesiology. 14(1), August 2014, S. 66. doi:10.1186/1471-2253-14-66
- mit Rolf Dubb, Peter Nydahl, Carsten Hermes, Amy Toonstra, Ann M. Parker, Arnold Kaltwasser und Dale M. Needham: Barriers and Strategies for Early Mobilization of Patients in Intensive Care Units. In: Annals of the American Thoracic Society. 13(5), Mai 2016, S. 724–730. doi:10.1513/AnnalsATS.201509-586CME
- mit P. Nydahl, A. P. Ruhl, G. Bartoszek, R. Dubb, S. Filipovic, H. J. Flohr, A. Kaltwasser, H. Mende, O. Rothaug, D. Schuchhardt und D. M. Needham: Early Mobilization of Mechanically Ventilated Patients: A 1-Day Point-Prevalence Study in Germany. In: Critical Care Medicine. 42(5), Mai 2014, S. 1178–1186. doi:10.1097/CCM.0000000000000149
- mit Reimer Riessen: Ventilatorassoziierte Pneumonien und aktive Atemgaskonditionierung: Gibt es einen gesicherten Zusammenhang? In: intensiv. 15(2), 2007, S. 70–77. doi:10.1055/s-2007-962988
- N. Schwabbauer, S. Klarmann, J. Geiseler: Stellenwert der Atmungs- und Physiotherapie im Weaning. In: DIVI. 8, 2017, S. 70–78.